# Burgruine Frohnberg
Die Burgruine Frohnberg steht hoch über einem steil abfallenden Felssporn jenseits des Miesenbachtales nordwestlich von Scheuchenstein in der Gemeinde Miesenbach im Bezirk Wiener Neustadt-Land in Niederösterreich. Die Burgruine steht unter Denkmalschutz (Listeneintrag).

## Geschichte
Urkundlich wurden 1197 und 1214 ein Gotsalcus de Froberch, ein Meinhard von Vroberch und ein Friedrich Fronberg als Besitzer genannt. Die Burg diente der Herrschaft Frohnberg als Zufluchtsort und Verwaltungssitz.
In der Mitte des 14. Jahrhunderts wurde die Burg landesfürstlich.
Unter der Herrschaft von Matthias Corvinus (1443–1490) wurde die Burg zerstört und ist seit dem 18. Jahrhundert eine Ruine.

## Beschreibung
Von der unregelmäßigen rechteckigen Burg aus dem letzten Viertel des 12. Jahrhunderts sind östlich Mauerreste des Berings erhalten. Im Norden über dem Felsabsturz stand der sechseckige Bergfried. Südlich ist vom ehemaligen Vorwerk eine 3 m lange Mauer erhalten.